# Hadsten Sogn
 For alternative betydninger, se Hadsten Sogn (flertydig). (Se også artikler, som begynder med Hadsten Sogn)
Hadsten Sogn er et sogn i Favrskov Provsti (Århus Stift). I 1974 blev den sydlige del af Nørre Galten Sogn udskilt under navnet Hadsten Sogn. Det gamle Hadsten Sogn skiftede så navn til Over og Neder Hadsten Sogn. 30. november 2008 blev de to Hadsten-sogne lagt sammen, så hele Hadsten by lå i ét sogn. 1. januar 2020 blev Nørre Galten Sogn lagt sammen med Hadsten Sogn.
I 1800-tallet var Haldum Sogn og Hadsten Sogn annekser til Vitten Sogn. Alle 3 sogne hørte til Sabro Herred i Aarhus Amt. Vitten-Haldum-Hadsten sognekommune kom inden kommunalreformen i 1970 med i Hadsten Samlingskommune, men Vitten og Haldum gik i 1967 ind i Hinnerup Kommune, der ved strukturreformen i 2007 blev indlemmet i Favrskov Kommune sammen med bl.a. Hadsten Kommune.
I Hadsten Sogn ligger Nørre Galten Kirke og Over Hadsten Kirke fra Middelalderen samt Sankt Pauls Kirke fra 1919.
I sognet findes følgende autoriserede stednavne:
- Balle (bebyggelse, ejerlav)
- Hadsten (bebyggelse)
- Vinterslev (bebyggelse, ejerlav)